# Gepus variegatus
Gepus variegatus is een insect uit de familie van de mierenleeuwen (Myrmeleontidae), die tot de orde netvleugeligen (Neuroptera) behoort. 
Gepus variegatus is voor het eerst wetenschappelijk beschreven door Navás in 1932.